# Acronicta atrior
Acronicta atrior är en fjärilsart som beskrevs av John G. Franclemont 1938. Acronicta atrior ingår i släktet Acronicta och familjen nattflyn. Inga underarter finns listade i Catalogue of Life.